# انزو کریولی
انزو کریولی (انگلیسی: Enzo Crivelli؛ زادهٔ ۶ فوریهٔ ۱۹۹۵) بازیکن فوتبال اهل فرانسه است که در باشگاه فوتبال سپاهان اصفهان بازی میکند.
از باشگاه‌هایی که در آن بازی کرده است می‌توان به باشگاه فوتبال استانبول باشاک‌شهر، باشگاه فوتبال کان، باشگاه فوتبال باستیا، و باشگاه فوتبال بوردو اشاره کرد.
وی همچنین در تیم‌های ملی فوتبال زیر ۲۰ سال فرانسه و زیر ۲۱ سال فرانسه بازی کرده است.